# Taça da Liga de 2023–24
A Taça da Liga de 2023–24 (conhecida por Allianz Cup de 2023–24 por motivos de patrocínio) foi a 17.ª edição da Taça da Liga. Participaram nesta edição da Taça da Liga 34 clubes (18 da Primeira Liga e 16 da Segunda Liga). 

## Formato[1]
O formato da Taça da Liga para 2023–24 consiste no seguinte esquema:
- Fase 1: Entram 28 clubes (todos à exceção dos 6 primeiros colocados na Primeira Liga de 2022-23). Serão sorteados 14 confrontos, em jogo único. Os 14 vencedores avançam para a Fase 2 da competição.
- Fase 2: Contendo os 14 clubes classificados mais o 5.º e 6.º colocados da Primeira Liga de 2022-23 (totalizando 16), serão sorteados 8 confrontos. Os vencedores de cada confronto avançam para a Fase de Grupos.
- Fase de Grupos: Os clubes classificados da Fase 2, mais os 4 primeiros classificados na Primeira Liga de 2022-23 (totalizando 12), serão divididos em 4 grupos de 3 equipas, sendo que os clubes que entram nesta fase não podem estar no mesmo grupo. Os primeiros colocados de cada grupo se classificam para o Final Four.
- Final Four: Os clubes classificados se enfrentarão em um formato de mata-mata. As meias-finais e finais serão disputadas em jogos únicos, a serem jogados em Leiria.

| Fase                        | Equipas a entrar nesta fase | Equipas vindas da fase anterior           |
| --------------------------- | --- | ----------------------------------------- |
| Fase 1 (28 clubes)          | - 16 equipas da Segunda Liga de 2023-24 - 9 equipas classificadas da 7.ª a 15.ª posição na Primeira Liga de 2022-23 - 3 equipas promovidas à Primeira Liga de 2023-24 |                                           |
| Fase 2 (16 clubes)          | - 2 equipas colocadas na 5.ª e 6.ª posições na Primeira Liga de 2022-23                                                                                               | - 14 vencedores da Fase 1                 |
| Fase de Grupos (12 equipas) | - 4 equipas melhores colocadas na Primeira Liga de 2022-23 | - 8 vencedores da Fase 2                  |
| Meias-finais (4 equipas)    | | - 4 primeiros colocados da Fase de Grupos |
| Final (2 equipas)           | | - 2 vencedores das meias-finais           |

### Critérios de desempate
Na Fase de Grupos em caso de empate na classificação aplicam-se os seguintes critérios de desempate: 
- Melhor diferença de golos em todos os jogos do Grupo;
- Maior número de golos marcados em todos os jogos do Grupo;
- Menor média de idades dos jogadores utilizados em todos os jogos do Grupo.

Nas restantes eliminatórias, após empate no tempo regulamentar segue-se o desempate por grandes penalidades, sem recurso prévio a prolongamento.

## Calendário
| Fase           | Fase         | Sorteio                | Data(s) dos confrontos                                | Equipas | Jogos |
| -------------- | ------------ | ---------------------- | ----------------------------------------------------- | ------- | ----- |
| Fase 1         | Fase 1       | 3 de julho de 2023     | 21 a 24 e 29 de julho de 2023                         | 34 → 20 | 14    |
| Fase 2         | Fase 2       | 3 de julho de 2023     | 28 a 30 de julho e 9 de setembro de 2023              | 20 → 12 | 8     |
| Fase de Grupos | Jornada 1    | 11 de setembro de 2023 | 27 a 29 de setembro de 2023                           | 12 → 4  | 12    |
| Fase de Grupos | Jornada 2    | 11 de setembro de 2023 | 31 de outubro a 2 de novembro e 6 de dezembro de 2023 | 12 → 4  | 12    |
| Fase de Grupos | Jornada 3    | 11 de setembro de 2023 | 21 a 23 de dezembro de 2023                           | 12 → 4  | 12    |
| Final Four     | Meias-finais | 11 de setembro de 2023 | 23 e 24 de janeiro de 2024                            | 4 → 2   | 2     |
| Final Four     | Final        | 11 de setembro de 2023 | 27 de janeiro de 2024                                 | 2 → 1   | 1     |

## Fase 1
| Liga Portugal Betclic | Liga Portugal 2 SABSEG | Total   |
| --------------------- | ---------------------- | ------- |
| 18 / 18               | 16 / 16                | 34 / 34 |

28 times (consistindo em todos os times da Primeira e Segunda Liga, à exceção dos 6 melhores colocados na Primeira Liga de 2022-23) participam da Fase 1. Foram definidos 14 confrontos, em jogo único, entre os 28 times. O sorteio ocorreu no dia 3 de julho de 2023, e as partidas foram jogadas do dia 21 a 29 de julho de 2023.
Em primeiro, as equipas que possuem o mando de campo no confronto e em negrito as equipas classificadas.
| 21 de julho de 2023 | Torreense (2ª)  | 1 - 0     | (2ª) Mafra | Torres Vedras                                                         |  |
| 20:15               | - Welthon 90+3' | Relatório |            | Estádio: Estádio Manuel Marques Público: 1 021 Árbitro: Márcio Torres |  |

| 22 de julho de 2023 | Rio Ave (1ª)                         | 3 - 0     | (2ª) Académico de Viseu | Vila do Conde                                                      |  |
| 11:00               | - Costinha 45+3', 84' - Pantalon 52' | Relatório |                         | Estádio: Estádio dos Arcos Público: 1 746 Árbitro: Hélder Carvalho |  |

| 22 de julho de 2023 | Vizela (1ª)                       | 2 - 1     | (2ª) Marítimo | Vizela                                                                           |  |
| 15:30               | - Samu 45+1' - Nuno Moreira 90+1' | Relatório | - Xadas 31'   | Estádio: Estádio do Futebol Clube de Vizela Público: 2 020 Árbitro: Bruno Vieira |  |

| 22 de julho de 2023                                         | Nacional (2ª) | 0 - 0 (5 - 3 pen.)                                       | (2ª) Penafiel | Funchal                                                             |  |
| 15:30                                                       |               | Relatório                                                |               | Estádio: Estádio da Madeira Público: 636 Árbitro: João Pedro Afonso |  |
|                                                             |               | Penalidades                                              |               |                                                                     |  |
| - Dudu - João Aurélio - Carlos Daniel - Luís Esteves - Jota |               | - Chico Teixeira - João Oliveira - Robinho - João Miguel |               |                                                                     |  |

| 22 de julho de 2023                                 | AVS (2ª)   | 1 - 1 (5 - 3 pen.)                                         | (1ª) Chaves      | Vila das Aves                                                  |  |
| 18:00                                               | - Nené 44' | Relatório                                                  | - João Pedro 68' | Estádio: Estádio do CD Aves Público: 1 047 Árbitro: José Bessa |  |
|                                                     |            | Penalidades                                                |                  |                                                                |  |
| - Nené - Edson Farias - Luís Silva - Dioh - Anthony |            | - Bruno Langa - Pedro Pinho - Jô Batista - Bruno Rodrigues |                  |                                                                |  |

| 22 de julho de 2023 | Estoril Praia (1ª)                | 2 - 0     | (2ª) Paços de Ferreira | Cascais                                                                        |  |
| 20:30               | - João Marques 33' - Cassiano 71' | Relatório |                        | Estádio: Estádio António Coimbra da Mota Público: 1 139 Árbitro: Carlos Macedo |  |

| 22 de julho de 2023 | Oliveirense (2ª)    | 1 - 0     | (1ª) Gil Vicente | Oliveira de Azeméis                                                     |  |
| 20:30               | - André Schutte 65' | Relatório |                  | Estádio: Estádio Carlos Osório Público: 733 Árbitro: David Rafael Silva |  |

| 23 de julho de 2023                               | Leixões (2ª) | 0 - 0 (4 - 3 pen.)                                                  | (2ª) Feirense | Matosinhos                                                     |  |
| 11:00                                             |              | Relatório                                                           |               | Estádio: Estádio do Mar Público: 1 136 Árbitro: Vítor Ferreira |  |
|                                                   |              | Penalidades                                                         |               |                                                                |  |
| - Fabinho - João Amorim - Paulinho - Miguel Silva |              | - Cláudio Silva - Diogo Brás - Oche - Jorge Pereira - Henrique Jocu |               |                                                                |  |

| 23 de julho de 2023                                   | Moreirense (1ª)  | 1 - 1 (3 - 4 pen.)                                                    | (1ª) Farense    | Guimarães                                                                                      |  |
| 15:30                                                 | - André Luís 90' | Relatório                                                             | - Rui Costa 21' | Estádio: Estádio Comendador Joaquim de Almeida Freitas Público: 1 208 Árbitro: Cláudio Pereira |  |
|                                                       |                  | Penalidades                                                           |                 |                                                                                                |  |
| - André Luís - Alan - Franco - Pedro Amador - Marcelo |                  | - Cristian - Talocha - Cláudio Falcão - Marco Matias - Rafael Barbosa |                 |                                                                                                |  |

| 23 de julho de 2023 | Os Belenenses (2ª)                       | 3 - 2     | (1ª) Famalicão                     | Lisboa                                                         |  |
| 18:00               | - Attard 13' - Chima 61' - Duarte 90+12' | Relatório | - Riccieli 31' - Jhonder Cadiz 67' | Estádio: Estádio do Restelo Público: 1 358 Árbitro: Fábio Melo |  |

| 23 de julho de 2023 | Länk Vilaverdense (2ª) | 0 - 2     | (1ª) Casa Pia                   | Paços de Ferreira                                                      |  |
| 18:00               |                        | Relatório | - Clayton 13' - Diogo Pinto 35' | Estádio: Estádio Capital do Móvel Público: 390 Árbitro: João Gonçalves |  |

| 23 de julho de 2023 | Portimonense (1ª)                                     | 3 - 1     | (2ª) Estrela da Amadora | Portimão                                                                      |  |
| 20:30               | - Rildo Filho 5' - Ronie Carrillo 62' - Carlinhos 82' | Relatório | - Ronaldo 58'           | Estádio: Estádio Municipal de Portimão Público: 968 Árbitro: Ricardo Baixinho |  |

| 24 de julho de 2023                                                                 | Boavista (1ª) | 0 - 0 (4 - 5 pen.)                                                    | (2ª) União de Leiria | Porto                                                           |  |
| 20:15                                                                               |               | Relatório                                                             |                      | Estádio: Estádio do Bessa Século XXI Árbitro: Bruno Pires Costa |  |
|                                                                                     |               | Penalidades                                                           |                      |                                                                 |  |
| - Vukotic - Reisinho - Tiago Morais - Rodrigo Abascal - Pedro Malheiro - Seba Perez |               | - Bura - Baixinho - Empis - Ouattara - Leandro Silva - Afonso Valente |                      |                                                                 |  |

| 29 de julho de 2023                                      | Santa Clara (2ª) | 0 - 0 (2 - 4 pen.)                                 | (2ª) Tondela | Ponta Delgada                                                   |  |
| 14:30                                                    |                  | Relatório                                          |              | Estádio: Estádio de São Miguel Público: 796 Árbitro: Diogo Rosa |  |
|                                                          |                  | Penalidades                                        |              |                                                                 |  |
| - Adriano Firmino - Klismahn - Vinicius - Paulo Henrique |                  | - Luís Rocha - Cícero - Gustavo França - Rui Gomes |              |                                                                 |  |

## Fase 2
| Liga Portugal Betclic | Liga Portugal 2 SABSEG | Total   |
| --------------------- | ---------------------- | ------- |
| 12 / 18               | 8 / 16                 | 20 / 34 |

Na Fase 2, os 14 vencedores da Fase 1, mais o 5.º e 6.º colocados da Primeira Liga de 2022-23 foram sorteados em 8 confrontos de jogo único, as partidas foram jogadas do dia 21 a 29 de julho de 2023, além de um Vitória-Tondela realizado a 9 de setembro, devido aos compromissos do Vitória pelos play-offs da Liga Conferência.
Em primeiro, as equipas que possuem o mando de campo no confronto e em negrito as equipas classificadas.
| 28 de julho de 2023 | AVS (2ª)   | 1 - 0     | (1ª) Vizela | Vila das Aves                                                          |  |
| 20:15               | - Nené 33' | Relatório |             | Estádio: Estádio do CD Aves Público: 1 833 Árbitro: David Rafael Silva |  |

| 29 de julho de 2023 | Farense (1ª)                                               | 3 - 2     | (2ª) Oliveirense                   | Faro                                                               |  |
| 18:00               | - Marco Matias 16' - Rui Costa 30' - Mattheus Oliveira 35' | Relatório | - André Schutte 55' - Zé Pedro 60' | Estádio: Estádio de São Luís Público: 1 708 Árbitro: Pedro Ramalho |  |

| 29 de julho de 2023 | Estoril Praia (1ª)                                                             | 5 - 1     | (2ª) Os Belenenses | Cascais                                                                            |  |
| 20:30               | - Rodrigo Martins 45+2' - Tiago Araújo 56' - Volnei 64' - João Carlos 74', 90' | Relatório | - Sambú 90+2'      | Estádio: Estádio António Coimbra da Mota Público: 2 149 Árbitro: Anzhony Rodrigues |  |

| 30 de julho de 2023                                                            | Leixões (2ª) | 0 - 0 (5 - 4 pen.)                                               | (1ª) Portimonense | Matosinhos                                                    |  |
| 11:00                                                                          |              | Relatório                                                        |                   | Estádio: Estádio do Mar Público: 1 384 Árbitro: Márcio Torres |  |
|                                                                                |              | Penalidades                                                      |                   |                                                               |  |
| - Ricardo Valente - Rafa - João Amorim - Léo Bolgado - Paulité - Renato Soares |              | - Carlinhos - Estrela - Relvas - Paulinho - Seck - Gonçalo Costa |                   |                                                               |  |

| 30 de julho de 2023                                                                                      | União de Leiria (2ª)                       | 3 - 3 (4 - 5 pen.)                                                                                                 | (2ª) Nacional                                                  | Leiria                                                                      |  |
| 11:00 | - Jair Matheus 11' - Rochez 36' - Bura 45' | Relatório | - Guilherme Pira 24' - Carlos Daniel 69' - Gustavo Silva 90+1' | Estádio: Estádio Dr. Magalhães Pessoa Público: 6 121 Árbitro: Sérgio Guelho |  |
| |                                            | Penalidades |                                                                |                                                                             |  |
| - Bura - Leandro Silva - Baixinho - Ouattara - Afonso Valente - Valdir Jr. - João Resende - Jair Matheus |                                            | - Luís Esteves - Carlos Daniel - João Aurélio - Paulo Vitor - Guilherme Pira - Jordi Pola - Shatri - Gustavo Silva |                                                                |                                                                             |  |

| 30 de julho de 2023 | Torreense (2ª) | 0 - 2     | (1ª) Casa Pia                       | Torres Vedras                                                             |  |
| 18:00               |                | Relatório | - Clayton 42' - Felippe Cardoso 68' | Estádio: Estádio Manuel Marques Público: 1 087 Árbitro: João Pedro Afonso |  |

| 30 de julho de 2023 | Arouca (1ª)                             | 2 - 0     | (1ª) Rio Ave | Arouca                                                                     |  |
| 20:30               | - Eboue Kouassi 25' - Rafael Mujica 69' | Relatório |              | Estádio: Estádio Municipal de Arouca Público: 1 669 Árbitro: Flávio Duarte |  |

| 9 de setembro de 2023 | Vitória de Guimarães (1ª) | 0 - 1     | (2ª) Tondela | Guimarães                                                                     |  |
| 20:30                 |                           | Relatório |              | Estádio: Estádio D. Afonso Henriques Público: 10 115 Árbitro: Manuel Oliveira |  |

## Fase de Grupos
| Liga Portugal Betclic | Liga Portugal 2 SABSEG | Total   |
| --------------------- | ---------------------- | ------- |
| 8 / 18                | 4 / 16                 | 12 / 34 |

Na Fase de Grupos, os 8 vencedores da Fase 2 se juntaram aos 4 times melhores colocados na Primeira Liga da época passada: Benfica (1.º), Porto (2.º), Braga (3.º) e Sporting (4.º). As 12 equipas foram divididas em 4 grupos de 3 equipas cada. As partidas foram jogadas a uma volta, com cada equipa jogando pelo uma partida em casa. Os jogos ocorreram durante o final dos meses de setembro, outubro e dezembro.

#### Sorteio
As equipas foram separadas em três potes de acordo com suas posições na época anterior, o sorteio ocorreu no dia 11 de setembro.
| Pote 1                                                           | Pote 2                                                                  | Pote 3                                                          |
| ---------------------------------------------------------------- | ----------------------------------------------------------------------- | --------------------------------------------------------------- |
| - Benfica (1-1) - Porto (1-2) (C) - Braga (1-3) - Sporting (1-4) | - Arouca (1-5) - Casa Pia (1-10) - Estoril Praia (1-14) - Farense (2-2) | - AVS (2-7) - Tondela (2-11) - Nacional (2-13) - Leixões (2-15) |

### Grupo A
| Pos. | Equipe   | Pts | J | V | E | D | GP | GC | SG |
| ---- | -------- | --- | - | - | - | - | -- | -- | -- |
| 1    | Braga    | 4   | 2 | 1 | 1 | 0 | 4  | 2  | +2 |
| 2    | Casa Pia | 4   | 2 | 1 | 1 | 0 | 3  | 2  | +1 |
| 3    | Nacional | 0   | 1 | 0 | 0 | 2 | 2  | 5  | -3 |

| 28 de setembro de 2023 Jornada 1 | Casa Pia                              | 2 - 1     | Nacional  | Rio Maior                                                                       |  |
| 20:15                            | - Felippe Cardoso 55' - Clayton 90+3' | Relatório | - Witi 3' | Estádio: Estádio Municipal de Rio Maior Público: 1 314 Árbitro: Miguel Nogueira |  |

| 1 de novembro de 2023 Jornada 2 | Braga       | 1 - 1     | Casa Pia           | Braga                                                                     |  |
| 20:15                           | - Pizzi 62' | Relatório | - Clayton 76' (GP) | Estádio: Estádio Municipal de Braga Público: 6 005 Árbitro: André Narciso |  |

| 22 de dezembro de 2023 Jornada 3 | Nacional         | 1 - 3     | Braga                                                      | Funchal                                              |  |
| 20:15                            | - José Gomes 62' | Relatório | - João Moutinho 16' (GP) - Niakaté 24' - Ricardo Horta 44' | Estádio: Estádio da Madeira Árbitro: Miguel Nogueira |  |

### Grupo B
| Pos. | Equipe  | Pts | J | V | E | D | GP | GC | SG |
| ---- | ------- | --- | - | - | - | - | -- | -- | -- |
| 1    | Benfica | 6   | 2 | 2 | 0 | 0 | 6  | 1  | +5 |
| 2    | Arouca  | 3   | 2 | 1 | 0 | 1 | 2  | 3  | -1 |
| 3    | AVS     | 0   | 2 | 0 | 0 | 2 | 2  | 6  | -4 |

| 26 de setembro de 2023 Jornada 1 | AVS                 | 1 - 2     | Arouca                   | Vila das Aves                                                   |  |
| 20:15                            | - Carlos Daniel 59' | Relatório | - Jason 17' - Cristo 67' | Estádio: Estádio do CD Aves Público: 602 Árbitro: Tiago Martins |  |

| 31 de outubro de 2023 Jornada 2 | Arouca | 0 - 2     | Benfica                            | Arouca                                                                       |  |
| 20:15                           |        | Relatório | - Di María 26' - Arthur Cabral 74' | Estádio: Estádio Municipal de Arouca Público: 3 405 Árbitro: Hélder Carvalho |  |

| 21 de dezembro de 2023 Jornada 3 | Benfica                                                                | 4 - 1     | AVS           | Lisboa                                                         |  |
| 20:15                            | - Di María 31' - João Mário 43' - Tiago Gouveia 64' - Anthony 68' (AG) | Relatório | - Mercado 20' | Estádio: Estádio da Luz Público: 48 959 Árbitro: Carlos Macedo |  |

### Grupo C
| Pos. | Equipe   | Pts | J | V | E | D | GP | GC | SG |
| ---- | -------- | --- | - | - | - | - | -- | -- | -- |
| 1    | Sporting | 6   | 2 | 2 | 0 | 0 | 6  | 3  | +3 |
| 2    | Farense  | 3   | 2 | 1 | 0 | 1 | 3  | 4  | -1 |
| 3    | Tondela  | 0   | 2 | 0 | 0 | 2 | 1  | 3  | -2 |

| 27 de setembro de 2023 Jornada 1 | Farense       | 1 - 0     | Tondela | Faro                                                               |  |
| 19:00                            | - Zé Luís 14' | Relatório |         | Estádio: Estádio de São Luís Público: 1 545 Árbitro: André Narciso |  |

| 2 de novembro de 2023 Jornada 2 | Sporting                                        | 4 - 2     | Farense                                       | Lisboa                                                                  |  |
| 20:15                           | - Gyökeres 24', 28' (GP), 65' - Nuno Santos 55' | Relatório | - Mattheus Oliveira 49' - Vitor Gonçalves 79' | Estádio: Estádio José Alvalade Público: 22 801 Árbitro: Gustavo Correia |  |

| 23 de dezembro de 2023 Jornada 3 | Tondela              | 1 - 2     | Sporting                             | Tondela                                                                  |  |
| 18:00                            | - Hélder Tavares 76' | Relatório | - Daniel Bragança 18' - Paulinho 32' | Estádio: Estádio João Cardoso Público: 4 689 Árbitro: David Rafael Silva |  |

### Grupo D
| Pos. | Equipe        | Pts | J | V | E | D | GP | GC | SG |
| ---- | ------------- | --- | - | - | - | - | -- | -- | -- |
| 1    | Estoril Praia | 6   | 2 | 2 | 0 | 0 | 5  | 2  | +3 |
| 2    | Porto         | 3   | 2 | 1 | 0 | 1 | 3  | 4  | -1 |
| 3    | Leixões       | 0   | 2 | 0 | 0 | 2 | 2  | 4  | -2 |

| 27 de setembro de 2023 Jornada 1 | Leixões          | 1 - 2     | Estoril Praia            | Matosinhos                                                      |  |
| 20:45                            | - Léo Bolgado 7' | Relatório | - Cassiano 3' - Heri 62' | Estádio: Estádio do Mar Público: 2 187 Árbitro: Hélder Carvalho |  |

| 6 de dezembro de 2023 Jornada 2 | Estoril Praia                                                 | 3 -1      | Porto      | Cascais                                                                          |  |
| 18:00                           | - Cassiano 22' - Rafik Guitane 90+1' - João Carlos 90+6' (GP) | Relatório | - Pepê 34' | Estádio: Estádio António Coimbra da Mota Público: 2 684 Árbitro: Hélder Malheiro |  |

| 23 de dezembro de 2023 Jornada 3 | Porto                                      | 2 - 1     | Leixões            | Porto                                                          |  |
| 20:30                            | - Francisco Conceição 7' - Taremi 85' (GP) | Relatório | - Fabinho 14' (GP) | Estádio: Estádio do Dragão Público: 30 210 Árbitro: José Bessa |  |

## Final Four
| Liga Portugal Betclic | Liga Portugal 2 SABSEG | Total  |
| --------------------- | ---------------------- | ------ |
| 4 / 18                | 0 / 16                 | 4 / 34 |

O Final Four foi disputado em formato de "mata-mata" em jogo único entre as equipas primeiras colocadas da Fase de Grupos – o vencedor do grupo A jogará contra o vencedor do grupo C, e o vencedor do grupo B contra o vencedor do grupo D, sendo que a final será disputada pelos vencedores desses dois confrontos.

A primeira equipa apurada foi a do Estoril Praia, apurando-se na 2.ª jornada da fase de grupos (a única a fazê-lo) após derrotar o FC Porto. Na 3.ª jornada, conhecemos o segundo apurado e adversário do Estoril Praia, o SL Benfica, após uma vitória do mesmo por 4-1 frente ao AVS. Logo também conhecemos os últimos dois classificados e protagonistas da primeira meia-final, SC Braga e Sporting CP.
|  | Meias-finais               | Meias-finais               | Meias-finais               |       |   | Final                 | Final                 | Final                 |
|  | 23 e 24 de janeiro de 2024 | 23 e 24 de janeiro de 2024 | 23 e 24 de janeiro de 2024 |       |   | 27 de janeiro de 2024 | 27 de janeiro de 2024 | 27 de janeiro de 2024 |
|  |                            |                            |                            |       |   |                       |                       |                       |
|  | A                          | Braga                      | 1                          |       |   |                       |                       |                       |
|  | C                          | Sporting                   | 0                          |       |   |                       |                       |                       |
|  |                            |                            |                            |       | A | Braga                 | 1 (5)                 |                       |
|  |                            | D                          | Estoril Praia              | 1 (4) |   |                       |                       |                       |
|  | B                          | Benfica                    | 1 (4)                      |       |   |                       |                       |                       |
|  | D                          | Estoril Praia              | 1 (5)                      |       |   |                       |                       |                       |

Assim como nas fases 1 e 2, após empate no tempo regulamentar segue-se o desempate por grandes penalidades, sem recurso prévio a prolongamento.
Todas as partidas foram disputadas em jogo único, no Estádio Dr. Magalhães Pessoa, em Leiria, como definido previamente. As meias-finais foram disputadas nos dias 23 e 24, e a final no dia 27 de janeiro de 2024.

#### Meias-finais
| 23 de janeiro de 2024 Meia-final | Braga    | 1 - 0     | Sporting | Leiria                                                                      |  |
| 19:45 WET (UTC+0)                | Ruiz 65' | Relatório |          | Estádio: Estádio Dr. Magalhães Pessoa Público: 18 504 Árbitro: Nuno Almeida |  |

| 24 de janeiro de 2024 Meia-final                                             | Benfica      | 1 - 1 (4 - 5 pen.)                                            | Estoril Praia | Leiria                                                                         |  |
| 19:45 WET (UTC+0)                                                            | Otamendi 58' | Relatório                                                     | Guitane 16'   | Estádio: Estádio Dr. Magalhães Pessoa Público: 20 155 Árbitro: Cláudio Pereira |  |
|                                                                              |              | Penalidades                                                   |               |                                                                                |  |
| - João Mário - Marcos Leonardo - Otamendi - Cabral - Di María - Tomás Araújo |              | - Guitane - Marqués - Ndiaye - Marques - Tiago Araújo - Vital |               |                                                                                |  |

### Final
| 27 de janeiro de 2024 Final                    | Braga     | 1 - 1 (5 - 4 pen.)                           | Estoril     | Leiria                                                                         |  |
| 19:45 WET (UTC+0)                              | Horta 20' | Relatório                                    | Cassiano 6' | Estádio: Estádio Dr. Magalhães Pessoa Público: 18 998 Árbitro: Fábio Veríssimo |  |
|                                                |           | Penalidades                                  |             |                                                                                |  |
| - Horta - Moutinho - Ruiz - Pizzi - Al-Musrati |           | - Feltes - Marqués - Tavares - Pina - Araújo |             |                                                                                |  |

## Premiação
| Taça da Liga de 2023–24 |
| ----------------------- |
| SC Braga 3.º Título     |